# 國立臺灣大學學生會
國立臺灣大學學生會，簡稱臺大學生會，為國立臺灣大學（臺大）學生自治之最高架構，為臺大登記0001號社團。現時學生會行政部門辦事處為國立臺灣大學第一學生活動中心（活大）237室，學生代表大會辦公室為活大244室，行政部門於每年8月1日交接，任期一學年，由學生代表組成的學生代表大會則每學期改選一半，於每學期選舉新任正副議長。
臺大學生會的前身是由班代表或系代表間接選舉主席組成團隊的國立臺灣大學學生代表聯合會（簡稱「代聯會」），於1980年代校園民主運動浪潮下，1988年臺大學生選出第1屆會長，代聯會於同年8月正式改組為直接選舉產生會長的國立臺灣大學學生會，其後按照1990年5月31日全校學生複決通過《國立臺灣大學學生會自治規程》，是臺灣直接選舉產生會長和會員數最多的學生會。

## 宗旨
《國立臺灣大學學生會自治規程（學生憲章）》開宗明義揭櫫臺大學生會的宗旨：

台灣大學學生，為弘揚學術，追尋真理，塑造自由平等之社會，建設民主法治之國家，制定本規程，共昭信守。

此外，第18屆臺大學生會亦與時任校長李嗣涔共同簽署《國立臺灣大學學生權利大憲章》，其中昭示：

學生為學校之主體，經全校普選產生之學生會長為全體學生之法定代表。凡國立台灣大學學生，無分男女、宗教、種族、國籍、黨派，其權利應受保障。

## 歷史沿革

### 戰後初期的學生自治
第二次世界大戰結束後，原先的臺北帝國大學於1945年12月正式定名為國立臺灣大學。1946年2月，臺灣省行政長官公署頒布「學生自治會規則」，是為戰後初期臺灣各高中、大學成立學生自治會的重要依據。然而，1947年發生二二八事件，當局擔心學生自治會成為學潮萌芽的溫床，改而加以管制，1947年12月教育部發布修正後的「學生自治會規則」，規定學生自治會必須由校長及訓導人員監督，活動、組織亦有其規範 。據此，臺大陸續於1948年成立各學院的學生自治會，其中最早的是1948年1月成立的法學院學生自治會，至同年4月各學院學生自治會陸續成立，在法學院學生自治會的發起下，當時文、理、工、農、醫、法六個學院的學生自治會派主席及代表各一人共同組成「各學院學生自治會聯合會」，推選辜寬敏及陳實為正副主席 ，成為臺大第一個校級學生自治組織。
1948年各學院學生自治會聯合會成立後，陸續發起支持解聘部份教授的「臺大學生護校」、組成「反對續招轉學生委員會」等一波波對校園事務的行動，然而1949年初中國國民黨的內戰局勢更為嚴峻，同時傅斯年接任臺大校長，開始從嚴規範校內的學生活動，並防範「匪諜」。1949年3月20日的「腳踏車雙載事件」，是為其後四六事件的導火線，臺大學生積極參與抗爭，參與成立「臺灣學生聯盟」等學生自治會的聯合組織，以「反飢餓，反內戰」等口號為號召，其中「臺北市大中學校學生聯合會」會長葉城松為中國共產黨台灣省工作委員會成員。1949年4月初，臺灣省主席兼臺灣省警備總司令部司令陳誠返回臺灣，決定鎮壓學潮，與傅斯年商議清除臺大的「匪諜」，傅斯年當即贊成，提出「要快做、要澈底做、不能流血」三項條件，隨後展開鎮壓，拘捕臺大及師院多位學生。

### 代聯會的成立與沿革
四六事件過後，1949年臺大校方對學生自治組織的組成訂下更明確的規範，首先成立「一年級學生代表會」，隨後改組各學院的學生自治會為各學院「學生代表會」，接著於1949年12月成立「各學院學生代表會聯合會」，為代聯會及學生會最早的前身。「各學院學生代表會聯合會」由六個學院的學生代表會和一年級學生代表會各推派代表3人共21人組成，間接選舉正副主席和各部門正副總幹事，其行政組織稱為幹事會，雖可以自行決定事項，但決議須呈訓導處核准方能施行。當時就讀中國文學系的羅雲鴻，便被選舉為38學年度第一學期的「各學院學生代表會聯合會」主席，即第一任主席 。
原先1949年成立的「各學院學生代表會聯合會」，是以各學院的「學生代表會」（院代會）和「一年級學生代表會」為基礎成立，而這兩者又分別由學院所屬學生和一年級班級推派代表，經過了兩層的推派。然而在1950年代慢慢有了轉變，首先是1954年錢復擔任主席時已可見「代聯會」的簡稱，全名也漸漸從「各學院學生代表會聯合會」變成「各學院學生代表聯合會」，甚至更簡化為「學生代表聯合會」。同時，代聯會與院代會之間的從屬關係減弱，兩層推派代表的制度逐漸瓦解。
1962年，代聯會主席任期由1949年起的一學期改制為一學年，此時代聯會資源冠於其他社團，也會舉辦全校性活動、發行「臺大青年」。1969年活大落成後學生社團活動空間增加，刊物發行也愈發蓬勃。在此時，60學年度的代聯會主席王復蘇在學生代表大會主導通過將「學生代表聯合會」改為「學生聯合會」，意圖落實學生自治的普選，然而卻在通過後遭校方否決而失敗。1970年代，代聯會逐漸面臨制度問題，以班為單位的班級代表大會常態流會，其中馬英九正是在此期間曾任代聯會秘書長。雖然面對制度問題曾有改革的討論，但並未完成，如此情況一直持續到1980年代初。

### 代聯會改組學生會
1981年起，王增齊、李文忠、劉一德、楊金嚴與賴勁麟組成的「五人小組」以大論社為根據地展開張貼海報的行動。1982年，「大論社（大學論壇社）」、「大新社（大學新聞社）」、「法言社」、「醫訊社」決定爭取代聯會主席普選，展開「普選運動」，以「學生主權」為號召，利用當時蓬勃發展的學生刊物，撰寫社論、舉辦座談、張貼傳單，但遭到校方取締，在「普選事件」、「醫訊事件」、「法言事件」中，部份核心運動者被記過，刊物也遭到停刊 。
1983年，在「醫訊事件」和「法言事件」後，「改革派」學生推出吳叡人參選代聯會主席，欲搶攻代聯會席次，最後在兩名「黨員」分裂下由吳叡人以未過半的票數當選代聯會主席，成為第一個「改革派」主席。吳叡人擔任代聯會主席期間，不斷以體制內途徑宣揚「學生主權」，但遭校方置之不理，於是，吳叡人在隔年1984年4月主動辭去代聯會主席，5月至教育部遞交「高等教育改革」請願書。在這之間，校園內各團體對普選的立場產生變化，過往不支持普選的「大陸社（大陸問題研究社）」、「覺民學會」也漸漸倒戈。1986年5月11日，臺大學生在校內發動「普選遊行」，即是「511臺大學生日」的由來，同一天學生代表大會以94：0的大比數通過林佳龍主導的主席普選案，卻不被校方接受。也是在5月，「改革派」學生李文忠遭到校方退學，是為「李文忠事件」，導致李文忠及支持學生發動靜坐、絕食等抗議行動 。
解嚴前後，臺灣開始出現大型街頭抗爭，如鹿港反杜邦運動，臺大學生亦不缺席，以「社會包圍校園」的宗旨積極參與校外社會運動。與此同時，學生代表大會決議修正選制，將以班級為單位推派代表修改為以系為單位推派，每100人增加1席學代，改善代聯會出席率不足問題。然而，校方在此時卻以事前審稿制度壓制校內刊物，甚至將大新社停社，引發臺大50個社團聯合發布「臺灣大學各刊物爭取校園言論自由」聲明。同年的1986年12月，學生代表大會也以83：0的票數通過要求校方廢除事前審稿制度的決議。12月10日世界人權日，臺大學生發動自由之愛運動，舉辦演講、呼籲大學改革、進入立法院請願。在1987年的「511學生日周年紀念事件」過程中，主事學生遭到校方記過，導致無法角逐代聯會主席選舉，「改革派」學生轉而推舉沒有被記過而得以符合資格的陳志柔參選並當選，再度拿下代聯會主席之位 。
陳志柔於1987年當選代聯會主席後當即展開普選工作，學生代表大會中對此有不同意見，部份人認為應繼續採取類似代聯會的「大會－委員會制」，另一部份則主張應該仿效「總統制」，最後由總統制勝出。隨後，陳志柔為首的代聯會耗費大半學期在訓育委員會與校方爭取，表達堅決舉辦選舉的意志，也為了改組提前在學生代表大會設置正副議長，終獲校方承認，順利選出第一屆學生會會長，當選者即為陳志柔在代聯會的學術部部長羅文嘉 。

### 學生會時期
雖然1988年成功選出第一屆學生會會長，成立「學生會」，卻依然沒有相應的規範可以適用，既有法規都仍是代聯會的架構，新的法規卻來不及制定。直到第二屆會長范雲任內，才終於在1990年3月經由學代會通過《國立臺灣大學學生會自治規程》草案，並在5月31日全校複決通過。及後，第三屆會長林奕華任內臺大學生會的法制才逐漸步上正軌。與此同時，學生代表大會也在第三屆做出變革，將學生代表的選制從各系選出改為各學院選出，每250人增加1席學代，並增設研究生選區，也實施期中選舉，使學代每學期改選半數，任期交錯，學代會正副議長也從一年一任改為一學期一任。雖然自治規程已經制定，學代會也做了改革，臺大學生會整體法規的完善工作到1990年代依舊未有停歇。
雖然1980年代「改革派」學生的目標——學生會長普選已經落實，臺大校內學生之間或暗或明的派系較勁依舊不減。以第六屆會長黃國昌（1993-1994在任）為例，其認為1990年代黨國一體的狀況還很嚴重，自羅文嘉以降，國民黨都會推派候選人參選學生會長，因此改革派學生必須透過不同社團事先協調候選人方能勝選，通常會由改革派社團的現任社長出馬角逐。黃國昌也指出，從那時起臺大學生會長開始在臺灣社會有發言位置，不僅可以影響校內，也可以參與國家政策、社會議題的倡議。也的確自1990年代起，從野百合學運、野草莓學運、318學運，都經常能看見臺大學生會的參與。
1990年5月，在第2屆學生會卸任前夕方才複決通過臺大學生會的根本大法《國立臺灣大學學生會自治規程（學生憲章）》，確立了三權分立架構，然而，許多會內的組織規範依舊要到後續才陸續制定。舉例來說，行政部門、學生法院（當時稱學生法庭）的規範遲至1992年甚至更晚才制定，選舉罷免法至2003年才制定，臺大學生會的成立與完備並非一蹴可幾。此外，近年也陸續有關於組織改造的討論和行動，例如2020年4月臺大學代會通過《國立臺灣大學學生會選舉罷免法》修正案，將原先每250人增加1席學代（依當時計算總席次約為125席）減半，並改為定額61席依選區人數比例分配。又如2020年9月，學代會通過《國立臺灣大學學生會自治規程》修正案，將1990年規程通過即確立的秘書部、學術部、新聞部、財務部、福利部、文化部、活動部等7個常設行政部門（2006年新增公關部）架構一舉刪修至4個。都是近年組織變革的案例。

## 組織架構
臺大學生會是臺灣最具代表性的大學生自治組織之一，以全體臺大學生為當然會員。從過去到現在無論是對內的學生自治權利爭取，或是對外社會改革的推動，臺大學生會都扮演著重要的角色。臺大學生會的組織按照《國立臺灣大學學生會自治規程》分為行政部門（會長暨行政部門）、立法部門（學生代表大會）及司法部門（學生法官），並在學生法官第一號解釋文中，確立為三權分立及制衡的總統制架構。

### 會長暨行政部門
臺大學生會的行政部門為「會長」及「行政部門」，由每年五月舉行改選的學生會會長領導、兩名副會長襄贊，可分類為常設部門、政策部門及獨立行使職權的選舉罷免執行委員會。 常設部門為依據《國立臺灣大學學生會自治規程（學生憲章）》或《國立臺灣大學學生會行政部門組織法》常態性編制的部門，包括秘書處、財務部、學權部、學術部、文化部及公關部；政策部門則為依據《國立臺灣大學學生會自治規程》會長可以依照及政綱、政見咨請學生代表大會同意，設置常設部門以外的部門，但政策部門僅存續至該任會長任期結束為止；而選舉罷免執行委員會為依據《國立臺灣大學學生會選舉罷免法》和《國立臺灣大學學生會選舉罷免執行委員會組織法》設立於行政部門之下但獨立行使職權的委員會。
除了常設部門、政策部門和選舉罷免執行委員會外，《國立臺灣大學學生會行政部門組織法》中也規範，各部可以視分工需要設置工作小組，會長也可以視跨部整合需要設置專案小組，是相對彈性的部分。行政部門中，秘書處的首長為秘書長，其餘各常設部門及政策部門的首長為部長，選舉罷免執行委員會則由主任委員、副主任委員和若干名委員組成。副會長、秘書長、部長及選舉罷免執行委員的產生，須由會長提名、經學生代表大會行使同意權任命，但副秘書長、副部長、各部工作小組組長、跨部專案小組成員則不需要通過學生代表大會，分別由該部首長或會長遴選任免，送學生代表大會秘書處備查即可。
現時第36屆臺大學生會共分為秘書處、財務部、學權部、學術部、文化部、公關部、國際事務部、資訊部等8個常設部門；政策部門永續執行組（永續部），新成立學生會歷史工作小組；獨立機關選舉罷免執行委員會。其中學術部下設性別平等工作坊、族群平等小組與轉型正義小組；文化部下設節目組、本土語言組；國際部下設媒體小組。

#### 正副會長
臺大學生會的首長為會長，法定職權為對外代表臺大學生會、對內領導行政部門，於每年5月由全校普選的方式改選，任期自當選後的8月1日至隔年7月31日。此外，有2名副會長襄贊會長，分別為內務副會長及外務副會長。臺大學生會的會長名單，可見臺大學生會歷屆會長。

#### 常設部門、政策部門與專案小組
常設部門
現行臺大學生會的常設部門共有「秘書處」、「財務部」、「學權部」、「學術部」、「文化部」、「公關部」、「國際事務部」、「資訊部」等8個部、處，其中秘書處、財務部、學權部、學術部等4部（處）規範於《國立臺灣大學學生會自治規程（學生憲章）》，文化部、公關部、國際事務部、資訊部等4部僅在《國立臺灣大學學生會行政部門組織法》中列出。
2020年9月，學生代表大會通過《國立臺灣大學學生會自治規程（學生憲章）》的修正案，在規程刪除了新聞部、文化部、活動部、公關部，並將秘書部改名為秘書處、福利部改名為學權部，其中文化部及公關部改列於前已提及的《國立臺灣大學學生會行政部門組織法》中，新聞部及活動部則刪除成為非常態性的政策部門。在2020年9月以前，自治規程中共有8個常設部門編制，即秘書部、學術部、新聞部、財務部、福利部、文化部、活動部、公關部。
- 秘書處
為1990年5月自治規程通過時的創會七部之一，初名「秘書部」，2020年9月自治規程修正後改名秘書處。秘書處的法定職掌為行政部門的開會通知、記錄、文書收發、聯絡協調、檔案管理以及會長交接儀式的記錄與發佈等。秘書部屬於庶務性質的部門，也可能受會長政策影響而有一些工作調整，但大體不脫庶務性質。[31]

- 財務部
為1990年5月自治規程通過時的創會七部之一。財務部的法定職掌為預決算書表編製、財務相關行政命令擬定、會庫管理與出納、財產管理等。財務部亦屬較庶務性質的部門，其中預決算編製後要送至學代會審查，因此財務部關係學生會全年的經費運用、收支與管理。[31][32]

- 學權部
為1990年5月自治規程通過時的創會七部之一，初名「福利部」，2020年9月自治規程修正後改名學權部。學權部的法定職掌為包含公共設施、學生宿舍、餐廳膳食、校園安全、課程教學等校園公共議題及其他學生權利的處理。學權部與校方行政單位溝通、折衝，扮演監督與施壓校方的角色，在手段、策略之制定上，有可能於特定狀況與校方發生衝突以符合學生權利的宗旨。[31][33][34][35][36][37]
在政策上，臺大學生會學權部曾推動或正在推動下列目標：廢除英語畢業門檻、廢除學業退學制度、廢除國文必修課程、監督校務基金投資、盤點並改善學生空間、建立心輔經驗分享平台與要求心輔中心增聘人力等。[38][39]

- 學術部
為1990年5月自治規程通過時的創會七部之一。學術部的法定職掌為包含性別平等、勞動權益、本地語言文化、資訊系統造成侵害學生權利等校園長期議題追蹤、研究與推廣以及其他校園弱勢族群權益。學術部倡議不同議題達成理念，並照當屆關注議題依《國立臺灣大學學生會行政部門組織法》中關於「工作小組」的規範下設若干小組，過去或現在曾有「性別工作坊」、「永續小組」、「勞動小組」、「高教小組」、「轉型正義小組」和「中國因素小組」等，負責議題的專門關注與研究，然而工作小組的設置並非常設，而是依當屆會長或學術部工作需求調整。[31][40][41]
  - 性別工作坊：最早成立於2013年的第26屆，曾於2017年3月（第29屆）改組為政策部門「性別部」，但於第30屆恢復學術部內性別工作坊的編制。性別工作坊關注校內性別友善廁所、性別友善宿舍設置的議題，舉辦校內「小同遊」以及有關性別平等的各項事務，也從體制內倡議並影響校方的決策。[42][31][43]
  - 永續小組：最早成立於2017年3月（第29屆），時為政策部門「永續部」，後曾改組為學術部內永續小組，又再度改組為永續部。主軸方向為提升校園整體永續意識，除致力與校方共商校內永續政策，同時亦透過舉辦多面向演講、聲援台灣與全球環境行動等方式，期能使永續議題主流化，帶動校園議題乃至社會永續議題的思考與討論。目前施政方向將主要著重於氣候變遷意識提升、校務基金撤資倡議、再生能源推廣、認識台大山地農場案、自煮空間之優化，及循環經濟專案之深入改造。[44]
  - 勞動小組：最早成立於2017年9月（第30屆）。勞動小組關注校內勞動權益的爭取，包含檢視校內派遣人員（保全、清潔人員）和工讀生的勞動條件是否合法。同時亦蒐集勞權相關資訊提供給學生參考，以及舉辦講座進行勞動權益的知識普及。[45][46][47]
  - 高教小組：最早成立於2017年9月（第30屆）。高教小組關注高等教育體制的現況，討論包含雙語教育、大學社會責任、未來大學、研究生勞動權益等各項高教議題對學生體制的影響、改革方案等。[47]
  - 轉型正義小組：最早成立於2019年9月（第32屆）。轉型正義小組主要關注台大校園內轉型正義的進程，並透過與相關政府組織以及NGO合作，處理臺大校園內的歷史檔案與地景，讓威權統治時期的組織性暴力被重現、關注，以還原真相，追求正義與和解。[48][49]
  - 中國因素小組：最早成立於2019年9月（第32屆）。中國因素小組關注中國對於台灣社會、政治、經濟、傳播媒體等各方面的干涉，並透過講座、讀書會、粉專發文的方式，幫助同學釐清統戰的邏輯與架構，提升對於中國因素的敏感度，進而討論兩岸交流團等校園相關議題。[50]

- 文化部
為1990年5月自治規程通過時的創會七部之一，2020年9月自治規程修正後從規程中刪除，改列於行政部門組織法仍為常設部門。文化部的法定職掌為本地文化保存、振興與推廣以及增進臺大學生文化藝術發展。文化部透過議題與文藝活動兩個方向達成其宗旨，同樣照當屆關注議題依《國立臺灣大學學生會行政部門組織法》中關於「工作小組」的規範下設若干小組，過去或現在曾有「節目組」、「文化資產組」和「本土語言組」等，工作小組的設置同樣非常設，而是依當屆會長或文化部工作需求調整。[31]
  - 節目組：最早為學生會文化部歷史悠久的活動「活大電影節」、「臺大電影節」等，由於文化部陸續關注文化資產、本土語言等議題，2021年9月（第34屆）始改組為節目組。節目組工作以「臺大電影節」、「光合作用」、「藝言難盡」等文藝活動為主。[51]
  - 文化資產組：由於臺大校內或校外管理諸多舊宿舍等歷史建築或文化資產，文化資產逐漸成為臺大學生會關注的議題，包含臺靜農故居等許多建築均為文化資產組關注的對象。[52]
  - 本土語言組：最早成立於2019年9月（第32屆）。本土語言組關注本土語言保存、復振、發展，曾推動獎勵國家語言授課要點、舉辦本土語言音樂祭「灣流音樂祭」。[53][54]

- 公關部
於2006年12月自治規程修正後增設，2020年9月自治規程修正後從規程中刪除，改列於行政部門組織法仍為常設部門。公關部的法定職掌為會外聯繫宣傳、資源整合、公共關係及營造整體形象。公關部是學生會的對外窗口，歷屆業務包含：行銷管理規劃、企業合作、主題視覺設計等，管理學生會各項新媒體聯絡工具。[31]

- 國際事務部
最早成立於2012年10月（第25屆），原為政策部門，初名「外務部」，第32屆時改為「國際事務部」，2023年8月行政部門組織法修正施行後改列為常設部門，職掌類似。國際事務部職掌外籍生權益、生活、多語環境、資訊整合，宗旨為協助外籍生融入臺大校園、減少資訊不對稱。[55][56]

- 資訊部
於2023年8月（第36屆）行政部門組織法修正施行後新增之常設部門。資訊部職掌資訊政策之研究與倡議、維護資訊相關學生權利，並主理會內資訊業務。

政策部門
- 永續執行組
最早成立於2017年3月（第29屆），後曾改組為學術部永續小組，參見常設部門學術部。
- 性別部（目前第36屆未設置）
最早成立於2017年3月（第29屆），前身為學術部性別工作坊，第30屆起恢復為此編制，見學術部。
- 新聞部（目前第36屆未設置）
為1990年5月（第2屆）自治規程通過時的創會七部之一，2020年9月（第33屆）自治規程修正後刪除，從常設部門轉為政策部門。新聞部原先的法定職掌為維護表意自由、促進資訊流通傳播、保障知的權利。曾有學生媒體「花火」（花火時代）。[22][31]
- 活動部（目前第36屆未設置）
為1990年5月（第2屆）自治規程通過時的創會七部之一，2020年9月（第33屆）自治規程修正後刪除，從常設部門轉為政策部門。活動部原先的法定職掌為提升康樂活動品質、鼓勵豐富休閒文化。曾舉辦許多校內大型活動。[22][31]
- 法制部（目前第36屆未設置）
最早成立於2011年6月（第23屆），起因為司法院大法官釋字684號保障了大學生申訴救濟的管道，後陸續數屆有設置。[57][58]

專案小組
（不明）

#### 選舉罷免執行委員會
選舉罷免執行委員會（簡稱選委會）為臺大學生會行政部門的獨立機關，置主任委員1人、副主任委員1人、委員3-9人，皆由會長提名經學代會同意任命，法定職掌為學生會選舉、罷免、公民投票的規劃、辦理、指揮、選務人員遴聘、候選人資格審查等各種選舉、罷免、公民投票事項。選委會的組織，除主委、副主委之外，委員又分工為秘書組、選務組、人事組和公關組。
選委會實際的常務工作為每學期的選舉，即5月的會長、學生代表選舉和12月的學生代表選舉，其中5月的選舉與研究生協會、部份學院或系所學生會委辦的選舉合併辦理，工作包含選舉公告發布、受理登記、選舉公報製作、選票印製、當天投開票工作等。除了常態性每年兩次的選舉之外，補選（如第29屆）、罷免、公民投票等亦由選委會負責，這些事項也都受到學代會的選舉罷免監察委員會監督。
此外，臺大學生會曾連續數年以不同形式的電子投票作為投票方式，例如平板電腦電子圈選等，卻連年因流量無法負荷等因素發生問題。因此2019年第31屆學代會第二會期通過了刪除電子投票的二讀案，同年10月第32屆學代會第一會期三讀通過，確立了目前紙本驗證、紙本圈票等「紙本投票」形式為唯一的投票方式。

### 立法部門（學生代表大會）

臺大第34屆學代會第2會期（2022年2月1日至2022年7月31日）各學院席次分布圖，總席次61席，扣除缺額後有31席。由左至右分別為：
文學院———————2席／缺額4席
理學院———————4席／缺額1席
社會科學院—————3席／缺額2席
醫學院———————7席／缺額0席
工學院———————4席／缺額5席
生物資源暨農學院——4席／缺額3席
管理學院——————4席／缺額3席
公共衛生學院————0席／缺額1席
電機資訊學院————1席／缺額7席
法律學院——————1席／缺額2席
生命科學院—————1席／缺額1席
進修推廣學院及其他—0席／缺額1席

臺大學生會的立法部門為「學生代表大會」（簡稱學代會），由學生代表（簡稱學代）組成，每年5月與12月改選。學代會的歷史可追溯至改組為學生會之前的代聯會時代，學生代表的產生與當代有所不同，正副議長也要至學生會改組前夕的1988年方設置。目前學生代表由各學院學生選舉產生，5月與12月各改選半數學代，任期一年（當選同年8月1日至隔年7月31日或當選翌年2月1日至隔年1月31日），任期交錯。學生代表大會的席次總共61席，臺大每個學院分別為一個選區，進修推廣學院及無所屬學院者（如共同教育中心）則統合為一個選區，各選區在至少分配1席學代的原則下依照學生人數比例分配席次，各選區置有各三分之一的名額保障大學部學生和研究生。除此之外，由於有雙主修的制度，若有跨越不同學院的雙主修學生，可以自行選擇所屬的學院選區。
由於學代會每年改選兩次、學代任期交錯，大會在一年之中區分兩個會期，分別是對應第一學期的第一會期（8月1日至隔年7月31日）和對應第二學期的第二會期（2月1日至隔年1月31日），因此學代會正副議長的任期僅半年。除正副議長之外，學代會設有秘書處、研究處等單位，並設有財務活動委員會、教務委員會、學務委員會、總務委員會、法制委員會及紀律委員會、校務委員會、選舉罷免監察委員會等各種委員會。
學生代表大會有議決規程修正案、法律案、預算案、決算案、政策部門增設案、會費案、糾正案、彈劾案等議案的權限，並可對行政部門提出質詢、行使同意權，會長也應分別於預算前和決算審議前向學代會提出施政方針報告和施政成果報告，學代會亦有權對學生會行政部門提出糾正案和彈劾案。除學生會內的職權，學代會也有權推派部分校級會議的學生代表以參與校務層級的決策。
正副議長
學生代表大會置議長、副議長各一人，由在任的學生代表互相選舉產生，兩者並非搭檔參選，而是分別選舉。正副議長的任期約為半年，於每一會期的預備會議中選出並隨即就任，任期至下一會期新任正副議長選出為止。臺大學代會的正副議長名單，可見臺大學代會歷屆正副議長。
秘書處及研究處
- 秘書處
學代會秘書處負責維持學代會的日常運作，置秘書長1人、副秘書長1-3人以及秘書、議事員若干人，秘書長由議長提名經大會同意任命，其餘職務則由秘書長提請議長任命。秘書處職掌學代會的預算編列、財務收支、印信典守、財產保管、檔案管理、開會通知編擬與送達、資訊系統建置維護、會議場地、協助議事進行、逐字稿及會議公報編輯與發佈、修訂法規彙編、其他相關會務等各式各樣的庶務工作。[63]
- 研究處
學代會研究處全名為學生自治組織運作研究處，置主席1人以及顧問、研究員若干人，研究處主席由議長提名經大會同意任命，研究員則由研究處主席任命。研究處職掌學生自治相關研究或其他經學代會決議要求的研究項目，研究處必須在每會期最後一次常會前向學代會提交研究報告。[63]

委員會
臺大學代會設有若干委員會，其中學代被規定必須參加財務活動委員會、教務委員會、學務委員會、總務委員會、法制委員會等5個常設委員會至少其中之一，委員會人數亦有其限制。此外，前述5個委員會置主席1人，委員數較多者置副主席1-2人，由委員互推產生。
- 校務委員會
校務委員會由正副議長及學代會的校級會議代表組成，由議長兼任校務委員會主席。校務委員會職掌討論各會議的行動方針、協調各委員會議題，並有權議決緊急事項後提請大會追認。
- 紀律委員會
紀律委員會有委員7人，其中副議長為當然委員兼紀律委員會主席，另由大會推選6人。紀律委員會審議學代的懲戒案及處理出缺席的公告等事項，有權提請大會同意停止特定學代出席大會或委員會的權利。
- 財務活動委員會
負責處理學生會預決算相關事宜，並監督校內單位的經費運用與行政部門的活動辦理成效。
- 教務委員會
負責監督學術部與學權部關於校方教務處相關業務及改革事宜。
- 學務委員會
負責監督學權部關於校方學生事務處業務及改革事宜，包含學生、住宿生、社團權益等。
- 總務委員會
負責監督學權部關於校方總務處業務及改革事宜，包含環境衛生安全、營繕採購、經營管理、空間規劃等。
- 法制委員會
負責審議學生會規章修正、廢止等事項，並可能依大會決議研究校內各級會議審議的法規案。
- 選舉罷免監察委員會
選舉罷免執行委員會執行的選舉罷免事務受學代會監督，選舉罷免監察委員會由5名委員組成，5人互選主席1人、副主席1人，任期一會期，監察該會期選舉罷免事務。

### 司法部門（學生法院）
臺大學生會的司法部門為「學生法院」，依據《國立臺灣大學學生會學生法院法》學生法院主要處理不服違法自治行為的行政訴訟（行政庭）、團體間涉及公共事項爭議之仲裁（仲裁庭）、學生自治法令的統一解釋等事項（解釋庭）。學生法院置學生法官9名，由會長提名、經學生代表大會同意後任命，且不可以兼任行政部門、立法部門職務。學生法官的任期沒有限制，只有在畢業（或喪失學生會員資格）、自行辭職、因兼任其他學生會職務而辭職、因健康等因素停止執行職務超過6個月等條件其一之下才會喪失學生法官資格。學生法官中，其中1人為首席學生法官，由院務會議推選，任期一年不受屆次影響，亦可連任。
學生法院始於1990年複決通過《國立臺灣大學學生會自治規程（學生憲章）》中確立的三權分立架構，1992年又制定《司法部門組織暨學生法庭設置及程序綱要》，定名為「學生法庭」，成為最一開始的組織法令。2010年，修正通過《國立臺灣大學學生會學生法院法》後，學生法庭才改為現名「學生法院」，完善其組織、規範，從確立三權分立到通過學生法院法，臺大學生會第三權走過了20年才完備。
院務會議
學生法院院務會議由首席學生法官主持，處理書記長的任免、施政綱要及概算、學生法院的行政命令等事項。
書記處
學生法院設書記處，書記處置書記長1人、書記若干人，書記長由院務會議任免。書記處職掌行政及文書撰擬、收發、建檔、開庭內容紀錄、財務收支、預算編列、關防及財產保管等庶務工作。
法庭
學生法院分為行政庭、仲裁庭、解釋庭三種法庭，職掌及組成各不相同，其中審判長的資格也有特別限制。
- 行政庭
行政庭分為下級行政庭及上級行政庭，前者由學生法官3人合議，後者由學生法官3人以上合議，均置審判長1名，必須由律師或司法官考試及格者擔任，如果有多人符合資格或無人符合資格，則由其中最資深者擔任。
- 仲裁庭
仲裁庭由學生法官3人合議，置主任仲裁法官1名，以資深者擔任。
- 解釋庭
解釋庭由在職學生法官的二分之一以上合議，置審判長1名，由首席學生法官擔任。

## 歷屆會長
臺大學生會會長一職於1988年改制學生會時首度普選始設置，任期自每年8月1日至隔年7月31日，為學年制。故下表之「年份」欄係指該屆屆期開始日所在之年份，並非其任期期間，舉例而言，第1屆於1988年8月1日起算，至1989年7月31日結束，則下表標示1988年。
綜觀臺大學生會至2023年共35屆，除去代理及繼任者，經全校學生普選產生之學生會長共36名，均無人連任。其中法律學系出身者占8名為最多，其次政治學系7名、社會學系3名、心理學系3名、歷史學系（含進修部）2名，其餘13名出身系所各不相同。
| 屆次 | 年份 | 學年 | 會長   | 系所                   | 備註                                                                                           |
| 1    | 1988 | 77   | 羅文嘉 | 政治學系               | 現任海峽交流基金會副董事長兼秘書長、前民進黨秘書長、立法委員。                                 |
| 2    | 1989 | 78   | 范雲   | 社會學系               | 現為民進黨立法委員、臺灣大學社會學系副教授（被借調），前社民黨召集人。                         |
| 3    | 1990 | 79   | 林奕華 | 政治學系               | 國民黨知青黨部，現任臺北市政府副市長，前臺北市議員、國民黨籍立法委員。                         |
| 4    | 1991 | 80   | 賴中強 | 法律學系               | 現為經濟民主連合智庫召集人，前民主陣線召集人、台灣人權促進會副會長、台灣公民陣線發起人。       |
| 5    | 1992 | 81   | 林豐沛 | 園藝學系               | 國民黨知青黨部                                                                                 |
| 6    | 1993 | 82   | 黃國昌 | 法律學系               | 台灣民眾黨全國不分區立委暨第二屆主席、前時代力量主席、立法委員、中央研究院法律學研究所研究員。 |
| 7    | 1994 | 83   | 許家馨 | 法律學系               | 中央研究院法律學研究所研究員                                                                   |
| 8    | 1995 | 84   | 王慶寧 | 心理學系               | 臺大社會系兼任教授                                                                             |
| 9    | 1996 | 85   | 羅吉芳 | 獸醫學系               | 國民黨知青黨部                                                                                 |
| 10   | 1997 | 86   | 吳積霖 | 電機工程學系           | 國民黨知青黨部，前元大投信基金經理人、前華南金控協理。                                         |
| 11   | 1998 | 87   | 陳進男 | 藥學系                 | 藥師                                                                                           |
| 12   | 1999 | 88   | 張榮法 | 進修部歷史學系         | 新黨籍，台北市市議員候選人。                                                                   |
| 13   | 2000 | 89   | 張復鈞 | 法律學系               |                                                                                                |
| 14   | 2001 | 90   | 章田筠 | 經濟學系               |                                                                                                |
| 14   | 2001 | 90   | 徐志明 | 法律學研究所           |                                                                                                |
| 14   | 2001 | 90   | 高嘉瑜 | 法律學系               | 前民進黨立法委員、前臺北市議員。                                                               |
| 15   | 2002 | 91   | 陳奐宇 | 機械工程學系           | 前PTT站長之一，國民黨候選人發言人、幕僚黨工，前高虹安立法委員辦公室主任。                      |
| 16   | 2003 | 92   | 李文瑋 | 農業經濟學系           |                                                                                                |
| 17   | 2004 | 93   | 王威中 | 政治學系               | 前民進黨臺北市議員。                                                                           |
| 18   | 2005 | 94   | 黃兆年 | 政治學系               | 國立政治大學國家發展研究所副教授                                                               |
| 19   | 2006 | 95   | 高閔琳 | 國家發展研究所         | 現任高雄市政府觀光局局長、前民進黨高雄市議員。                                                 |
| 20   | 2007 | 96   | 李維仁 | 會計學系               | 惟理會計師事務所會計師                                                                         |
| 21   | 2008 | 97   | 許菁芳 | 法律學系               | 作家、暨南國際大學公共行政與政策系助理教授                                                     |
| 22   | 2009 | 98   | 傅偉哲 | 政治學系               | 國家住都中心資深專員、前民進黨青年部主任                                                       |
| 23   | 2010 | 99   | 陳乙棋 | 政治學系               | 前親民黨青年團團長                                                                             |
| 24   | 2011 | 100  | 鄭明哲 | 經濟學系               |                                                                                                |
| 25   | 2012 | 101  | 林韋翰 | 心理學系               |                                                                                                |
| 26   | 2013 | 102  | 李心文 | 社會學系               |                                                                                                |
| 27   | 2014 | 103  | 王日暄 | 中國文學系             |                                                                                                |
| 27   | 2014 | 103  | 林冠嘉 | 社會學系               |                                                                                                |
| 28   | 2015 | 104  | 陳宣竹 | 公共衛生學系           |                                                                                                |
| 29   | 2016 | 105  | 周維理 | 土木工程學系           |                                                                                                |
| 29   | 2016 | 105  | 周安履 | 哲學系                 |                                                                                                |
| 29   | 2016 | 105  | 呂姿燕 | 政治學系               |                                                                                                |
| 30   | 2017 | 106  | 林彥廷 | 法律學系               |                                                                                                |
| 31   | 2018 | 107  | 吳奕柔 | 法律學系               |                                                                                                |
| 32   | 2019 | 108  | 凃峻清 | 歷史學系               |                                                                                                |
| 33   | 2020 | 109  | 楊子昂 | 醫學系                 |                                                                                                |
| 34   | 2021 | 110  | 黃柏森 | 土木工程學系           |                                                                                                |
| 34   | 2021 | 110  | 張承宇 | 社會學系               |                                                                                                |
| 35   | 2022 | 111  | 孫語謙 | 心理學系               |                                                                                                |
| 36   | 2023 | 112  | 莊智程 | 中國文學系             |                                                                                                |
| 37   | 2024 | 113  | 朱育賢 | 人類學系               |                                                                                                |
| 37   | 2024 | 113  | 吳安芃 | 政治學系               |                                                                                                |
| 37   | 2024 | 113  | 王冠惟 | 化學系                 |                                                                                                |
| 38   | 2025 | 114  | 陳柏承 | 生物產業傳播暨發展學系 |                                                                                                |

1. ↑   選舉無效：第14屆學生會原會長當選人為章田筠，另一位候選人高嘉瑜向學生法庭提出選舉無效之訴，經下級行政庭及上級行政庭兩次判決確定選舉無效，故章田筠並非臺大學生會第14屆會長。然而由於章田筠在2001年8月1日就任至11月2日終局判決選舉無效之間仍行使學生會長職務，故依然在此列出。
2. ↑   代理：2001年11月2日判決選舉無效後會長出缺，依學生憲章以學代會議長身份代行會長職務，代理至11月21日重行投票選出第14屆會長高嘉瑜為止。
3. ↑   正任：由於原選舉結果無效，至11月21日方於重行投票中當選，為正式的第14屆會長。
4. ↑   辭職：於2015年6月11日因家庭因素辭職。
5. ↑   繼任：由於會長王日暄辭職出缺，依學生憲章，以內務副會長身份依法繼任。
6. ↑   辭職：於選舉時的退選風波延燒的罷免案導致學代會人事案不利，爾後於2016年9月29日辭職。
7. ↑  代理：學生會長周維理辭職後，由於副會長人事案尚未通過，會長、副會長均出缺，故依學生憲章以學代會議長身份代行會長職務，代理至2016年11月3日會長補選選出新任會長呂姿燕為止。
8. ↑   補選：由於原任會長周維理辭職，於2016年11月3日會長補選中當選，11月4日就任。
9. ↑  代理：因COVID-19疫情延後選舉投票，使遲至新一屆就任日2021年8月1日仍未有新任會長產生，依學生憲章以學代會議長（任議長時名為黃瑋程）身份代行會長職務，代理至2021年10月7日舉行投票新任會長張承宇當選為止。
10. ↑   繼任：由於會長朱育賢辭職，依學生憲章，以內務副會長身份依法繼任。
11. ↑   繼任：由於會長吳安芃及內務副會長蘇昱齊辭職，依學生憲章，以外務副會長身份依法繼任。

### 代聯會主席
臺大學生會之前身為「學生代表聯合會」（代聯會），學生會會長一職的前身即為代聯會主席。代聯會於1949年的38學年度成立，起初代聯會主席任期僅一學期，1962年代聯會主席任期改為一學年，故自51學年度起至76學年度的末代代聯會主席，其任期均為一學年。
| 學年                                               | 年份 | 學期 | 主席         | 系所         | 備註                                                             |
| 38                                                 | 1949 | 上   | 羅雲鴻       | 中國文學系   | 畢業後被依懲治叛亂條例處7年有期徒刑。                            |
| 38                                                 | 1950 | 下   | 元鴻         | 經濟學系     |                                                                  |
| 39                                                 | 1950 | 上   | 羅錦堂       | 中國文學系   | 前夏威夷大學東亞語言與文學系教授。                               |
| 39                                                 | 1951 | 下   | 羅錦堂       | 中國文學系   | 前夏威夷大學東亞語言與文學系教授。                               |
| 40                                                 | 1951 | 上   | 李德進       | 政治學系     |                                                                  |
| 40                                                 | 1952 | 下   | 張豫生       | 政治學系     | 前國民黨青年工作會主任。                                         |
| 41                                                 | 1952 | 上   | 陳炳杞       | 政治學系     |                                                                  |
| 41                                                 | 1953 | 下   | 左紀國       | 法律學系     |                                                                  |
| 42                                                 | 1953 | 上   | 盧明惠       | 政治學系     |                                                                  |
| 42                                                 | 1954 | 下   | 劉南         | 經濟學系     |                                                                  |
| 43                                                 | 1954 | 上   | 高英茂       | 政治學系     | 前陳水扁政府外交部政務次長。                                     |
| 43                                                 | 1955 | 下   | 錢復         | 政治學系     | 前李登輝政府外交部部長，其父錢思亮於其任職代聯會期間為臺大校長。 |
| 44                                                 | 1955 | 上   | 劉炎珠       | 政治學系     |                                                                  |
| 44                                                 | 1956 | 下   | 邱創壽       | 政治學系     |                                                                  |
| 45                                                 | 1956 | 上   | 蔡同榮       | 法律學系     | 前民進黨立法委員。                                               |
| 45                                                 | 1957 | 下   | 吳吉雄       | 經濟學系     |                                                                  |
| 46                                                 | 1957 | 上   | 侯榮楣       | 農業經濟學系 |                                                                  |
| 46                                                 | 1958 | 下   | 張旭成       | 政治學系     | 前民進黨立法委員。                                               |
| 47                                                 | 1958 | 上   | 蔣德昌       | 政治學系     |                                                                  |
| 47                                                 | 1959 | 下   | （佚失資料） | （佚失資料） |                                                                  |
| 48                                                 | 1959 | 上   | （佚失資料） | （佚失資料） |                                                                  |
| 48                                                 | 1960 | 下   | （佚失資料） | （佚失資料） |                                                                  |
| 49                                                 | 1960 | 上   | 賈志宏       | （佚失資料） |                                                                  |
| 49                                                 | 1961 | 下   | 潘秀江       | （佚失資料） |                                                                  |
| 50                                                 | 1961 | 上   | 朱向敢       | （佚失資料） |                                                                  |
| 50                                                 | 1962 | 下   | 陳慕棠       | 外國語文學系 |                                                                  |
| 51                                                 | 1962 | -    | 費定國       | （佚失資料） |                                                                  |
| 52                                                 | 1963 | -    | 趙乃偉       | （佚失資料） |                                                                  |
| 53                                                 | 1964 | -    | （佚失資料） | （佚失資料） |                                                                  |
| 54                                                 | 1965 | -    | 岳擂         | （佚失資料） |                                                                  |
| 55                                                 | 1966 | -    | 謝傳剛       | （佚失資料） |                                                                  |
| 56                                                 | 1967 | -    | 李玲瑤       | 歷史學系     |                                                                  |
| 57                                                 | 1968 | -    | 吳森源       | 農業推廣學系 |                                                                  |
| 58                                                 | 1969 | -    | 胡定吾       | 政治學系     | 前中華開發工業銀行董事長。                                       |
| 59                                                 | 1970 | -    | 李大維       | 政治學系     | 曾任海基会董事长、總統府秘書長、外交部部長。                     |
| 60                                                 | 1971 | -    | 王復蘇       | 醫學系       | 前省立新竹醫院院長。                                             |
| 61                                                 | 1972 | -    | 謝復生       | 政治學系     | 現為南卡羅來納大學政治系教授。                                   |
| 62                                                 | 1973 | -    | 彭懷恩       | 政治學系     | 前世新大學新聞傳播學院院長。                                     |
| 63                                                 | 1974 | -    | 丁庭宇       | 社會學系     | 前臺北市副市長。                                                 |
| 64                                                 | 1975 | -    | 李宗德       | 法律學系     |                                                                  |
| 65                                                 | 1976 | -    | 邊士杰       | 機械工程學系 | 現為國立聯合大學機械工程學系兼任助理教授。                       |
| 66                                                 | 1977 | -    | 徐世勳       | 農業經濟學系 | 現為臺大農業經濟學系教授。                                       |
| 67                                                 | 1978 | -    | 陳繼亮       | 森林學系     |                                                                  |
| 68                                                 | 1979 | -    | 吳瑞賢       | 農業工程學系 | 現為國立中央大學副校長兼土木工程學系教授。                       |
| 69                                                 | 1980 | -    | 思禮         | 外國語文學系 |                                                                  |
| 70                                                 | 1981 | -    | 熊鵬翥       | 考古人類學系 |                                                                  |
| 71                                                 | 1982 | -    | 管家義       | 醫學系       | 現為維吉尼亞大學神經科學系教授。                                 |
| 72                                                 | 1983 | -    | 吳叡人       | 政治學系     | 現為中央研究院臺灣史研究所副研究員。                             |
| 72                                                 | 1983 | -    | 張嘉政       | 政治學系     |                                                                  |
| 73                                                 | 1984 | -    | 張壯熙       | 政治學系     | 前臺中縣副縣長、國民黨組發會社會部主任。                         |
| 74                                                 | 1985 | -    | 葉欣誠       | 土木工程學系 | 現為國立臺灣師範大學環境教育研究所教授，曾任馬英九政府政務委員。 |
| 75                                                 | 1986 | -    | 周志偉       | 政治學系     | 前國民黨文傳會主任委員。                                         |
| 76                                                 | 1987 | -    | 陳志柔       | 社會學系     | 現為中央研究院社會學研究所所長兼研究員。                         |
| 1988年8月起，代聯會改制為學生會，續接第1屆學生會。 |      |      |              |              |                                                                  |

1. ↑   連任：39學年度上、下學期之代聯會主席羅錦堂，為臺大學生會及其前身代聯會兩者歷屆首長中唯一連任者。
2. ↑   辭職：以辭職為手段向校方抗議。
3. ↑   繼任。

## 歷屆學代會正副議長
學生代表大會於代聯會時代便已設置，1988年76學年度第二學期為進行學生會普選改制，提前設置學生代表大會正副議長，該屆正副議長任期為一學期。正式改制後，原先正副議長任期一學年，第3屆起由於學生代表改為交錯任期，學代會議長任期隨之改為一學期。
| 屆次 | 年份 | 學年 | 會期 | 議長   | 議長系所                 | 副議長       | 副議長系所             | 備註 |
| -    | -    | 76   | -    | 何榮幸 | 社會學系                 | 劉先堉       | 藥學系                 |      |
| 1    | 1988 | 77   | -    | 劉先堉 | 藥學系                   | 林奕華       | 政治學系               |      |
| 2    | 1989 | 78   | -    | 王文華 | 外國語文學系             | 林美伶       | 法律學系               |      |
| 3    | 1990 | 79   | 1    | 林世強 | 醫學系                   | 李志偉       | 農業化學系             |      |
| 3    | 1990 | 79   | 2    | 賴正庸 | 農業化學系               | 孫大川       | 農業工程學系           |      |
| 4    | 1991 | 80   | 1    | 陳嘉賢 | 會計學系                 | 薛曉嵐       | 農業化學系             |      |
| 4    | 1991 | 80   | 2    | 李岱殷 | 化學工程學系             | 漆志剛       | 大氣科學系             |      |
| 5    | 1992 | 81   | 1    | 羅之綱 | 農業化學研究所           | 廖尼軻       | 材料工程學研究所       |      |
| 5    | 1992 | 81   | 2    | 李勵德 | 海洋研究所               | 葉仰哲       | 化學系                 |      |
| 6    | 1993 | 82   | 1    | 陳顯隆 | 農業經濟研究所           | 卓伯仲       | 政治學系               |      |
| 6    | 1993 | 82   | 2    | 高如應 | 法律系學                 | 廖文照       | 電機工程學系           |      |
| 7    | 1994 | 83   | 1    | 李勵德 | 海洋研究所               | 魏豪勇       | 進修部法律學系         |      |
| 7    | 1994 | 83   | 2    | 黃博群 | 造船及海洋工程學系       | 張素璇       | 公共衛生學系           |      |
| 8    | 1995 | 84   | 1    | 王友慈 | 動物學研究所             | （佚失資料） | （佚失資料）           |      |
| 8    | 1995 | 84   | 2    | 林晏光 | 法律學系                 | 林承宗       | 社會學系               |      |
| 8    | 1995 | 84   | 2    | 林承宗 | 社會學系                 | 林承宗       | 社會學系               |      |
| 9    | 1996 | 85   | 1    | 蘇慶良 | 外國語文學系             | 吳政佳       | 森林學研究所           |      |
| 9    | 1996 | 85   | 2    | 羅組芳 | 機械工程學系             | 范豪昌       | 農藝學研究所           |      |
| 10   | 1997 | 86   | 1    | 范豪昌 | 農藝學研究所             | 林大登       | 國際企業學系           |      |
| 10   | 1997 | 86   | 2    | 陳哲宏 | 社會學系                 | 韓文         | 財務金融學系           |      |
| 11   | 1998 | 87   | 1    | 蔡宜蓁 | 政治學系                 | 洪維鍊       | 農業化學系             |      |
| 11   | 1998 | 87   | 2    | 洪維鍊 | 農業化學系               | 王韋中       | 電機工程學系           |      |
| 12   | 1999 | 88   | 1    | 謝果齊 | 法律學系                 | 陳珈明       | 政治學系               |      |
| 12   | 1999 | 88   | 2    | 林政緯 | 進修部歷史學系           | 周崇熙       | 獸醫學研究所           |      |
| 13   | 2000 | 89   | 1    | 戴介三 | 農業推廣研究所           | 徐俊嘉       | 化學工程學系           |      |
| 13   | 2000 | 89   | 2    | 陳進德 | 食品科技研究所           | 尤清華       | 物理學系               |      |
| 14   | 2001 | 90   | 1    | 徐志明 | 法律學研究所             | 高亨睿       | 森林學系               |      |
| 14   | 2001 | 90   | 2    | 陳政峰 | 進修部歷史學系           | 林柏樺       | 法律學系               |      |
| 15   | 2002 | 91   | 1    | 石沁康 | 財務金融學系             | 李清福       | 進修部歷史學系         |      |
| 15   | 2002 | 91   | 2    | 陳政峰 | 進修部歷史學系           | 陳揚傑       | 財務金融學系           |      |
| 16   | 2003 | 92   | 1    | 高閔琳 | 昆蟲學系                 | 林詠青       | 醫學系                 |      |
| 16   | 2003 | 92   | 2    | 葉貞汝 | 法律學系                 | 吳岳璋       | 外國語文學系           |      |
| 16   | 2003 | 92   | 2    | 吳岳璋 | 外國語文學系             | 吳岳璋       | 外國語文學系           |      |
| 17   | 2004 | 93   | 1    | 許靈均 | 日本語文學系             | 林詠青       | 醫學系                 |      |
| 17   | 2004 | 93   | 2    | 沈庭禎 | 會計學系                 | 曹嘉芸       | 應用力學研究所         |      |
| 18   | 2005 | 94   | 1    | 劉千瑜 | 法律學系                 | 張庭瑋       | 經濟學系               |      |
| 18   | 2005 | 94   | 2    | 沈佑龍 | 心理學系                 | 洪萩玲       | 法律學系               |      |
| 19   | 2006 | 95   | 1    | 張晁綱 | 工商管理學系             | 蔡孟宏       | 工程科學及海洋工程學系 |      |
| 19   | 2006 | 95   | 2    | 洪彗玲 | 法律學系                 | 邱敬媛       | 財務金融學系           |      |
| 20   | 2007 | 96   | 1    | 葉紘麟 | 政治學研究所             | 史美圻       | 財務金融學系           |      |
| 20   | 2007 | 96   | 1    | 賴弘毅 | 外國語文學系             | 陳柏偉       | 電機工程學系           |      |
| 20   | 2007 | 96   | 2    | 彭彥儒 | 法律學系                 | 史美圻       | 財務金融學系           |      |
| 21   | 2008 | 97   | 1    | 蔡介庭 | 園藝學系                 | 李昇         | 政治學系               |      |
| 21   | 2008 | 97   | 2    | 吳宗岳 | 動物科學技術學系         | 吳孟鴻       | 農業化學系             |      |
| 22   | 2009 | 98   | 1    | 黃守達 | 法律學系                 | 林明霈       | 機械工程學系           |      |
| 22   | 2009 | 98   | 2    | 周信佑 | 物理學系                 | 鄭明哲       | 經濟學系               |      |
| 23   | 2010 | 99   | 1    | 周雅薇 | 政治學研究所             | 陳宗延       | 醫學系                 |      |
| 23   | 2010 | 99   | 2    | 陳成曄 | 醫學系                   | 許菡芸       | 政治學系               |      |
| 24   | 2011 | 100  | 1    | 郭俊廷 | 政治學研究所             | 邱嘉緣       | 社會學系               |      |
| 24   | 2011 | 100  | 2    | 江昱欣 | 國家發展研究所           | 劉司捷       | 地質科學系             |      |
| 25   | 2012 | 101  | 1    | 徐亦甫 | 政治學系                 | 蘇暐勝       | 政治學系               |      |
| 25   | 2012 | 101  | 2    | 徐亦甫 | 政治學系                 | 李宥德       | 農業經濟學系           |      |
| 26   | 2013 | 102  | 1    | 邱丞正 | 法律學系                 | 許家睿       | 政治學研究所           |      |
| 26   | 2013 | 102  | 2    | 何維邦 | 醫學系                   | 范正一       | 獸醫學研究所           |      |
| 27   | 2014 | 103  | 1    | 謝孟璇 | 法律學系                 | 邱子軒       | 哲學系                 |      |
| 27   | 2014 | 103  | 2    | 賴櫻芳 | 建築與城鄉研究所         | 朱希平       | 電機工程學系           |      |
| 28   | 2015 | 104  | 1    | 蔡炫錡 | 醫學系                   | 謝宇修       | 法律學系               |      |
| 28   | 2015 | 104  | 2    | 高紹芳 | 電機工程學系             | 劉哲銘       | 政治學系               |      |
| 29   | 2016 | 105  | 1    | 周安履 | 哲學系                   | 黃泊羲       | 物理學系               |      |
| 29   | 2016 | 105  | 2    | 陳品   | 資訊管理學系             | 黃序立       | 醫學系                 |      |
| 30   | 2017 | 106  | 1    | 王羿方 | 土木工程學系             | 黃思嘉       | 社會學系               |      |
| 30   | 2017 | 106  | 2    | 周安履 | 哲學系                   | 張巍騰       | 法律學系               |      |
| 31   | 2018 | 107  | 1    | 游哲綸 | 法律學研究所             | 鄭景平       | 電機工程學系           |      |
| 31   | 2018 | 107  | 2    | 凃峻清 | 歷史學系                 | 何京哲       | 哲學系                 |      |
| 32   | 2019 | 108  | 1    | 林奕宏 | 政治學系                 | 歐瀚墨       | 電機工程學系           |      |
| 32   | 2019 | 108  | 2    | 李博華 | 政治學系                 | 蔡朝翔       | 政治學系               |      |
| 33   | 2020 | 109  | 1    | 邱馨儀 | 工商管理學系             | 葉泓佑       | 電機工程學系           |      |
| 33   | 2020 | 109  | 2    | 黃瑋程 | 土木工程學系             | 汪柏辰       | 政治學系               |      |
| 34   | 2021 | 110  | 1    | 汪柏辰 | 政治學系                 | 蔡佳穎       | 醫學系                 |      |
| 34   | 2021 | 110  | 2    | 黃序立 | 環境與職業健康科學研究所 | 蔡佳穎       | 醫學系                 |      |
| 35   | 2022 | 111  | 1    | 蔡朝翔 | 政治學系                 | 賴禹融       | 政治學系               |      |
| 35   | 2022 | 111  | 2    | 陳建穎 | 法律學系                 | 黃子軒       | 國際企業學系           |      |
| 36   | 2023 | 112  | 1    | 賴奕達 | 共同教育中心校學士學位   | 黃子軒       | 國際企業學系           |      |
| 36   | 2023 | 112  | 2    | 張嘉恩 | 社會學系                 | 蘇昱齊       | 地理環境資源學系       |      |
| 37   | 2024 | 113  | 1    | 王家康 | 地質科學系               | 黃子軒       | 國際企業學系           |      |
| 37   | 2024 | 113  | 1    | 王家康 | 地質科學系               | 許栢睿       | 國家發展研究所         |      |
| 37   | 2024 | 113  | 2    | 許栢睿 | 國家發展研究所           | 林之然       | 大氣科學系             |      |

1. 1 2 3 4 5 6 7  後擔任學生代表大會議長。
2. 1 2 3 4  後擔任學生會會長。
3. 1 2 3 4 5 6 7 8 9  後連任或再任同一職位。
4. ↑  罷免。
5. 1 2  繼任。
6. 1 2 3 4  辭職。

1. ↑  76學年度第二學期，時代聯會為進行學生會普選改制，提前於代聯會時代便已存在的學生代表大會中設置正副議長，該屆正副議長任期為一學期。
2. ↑   代理會長：2001年11月2日判決選舉無效後會長出缺，依學生憲章以學代會議長身份代行會長職務，代理至11月21日重行投票選出第14屆會長高嘉瑜為止。
3. ↑  代理會長：學生會長周維理辭職後，依學生憲章以學代會議長身份代行會長職務，代理至11月會長補選選出新任會長呂姿燕為止。
4. ↑  代理會長：因COVID-19疫情延後選舉投票，使遲至新一屆就任日仍未有新任會長產生，依學生憲章以學代會議長（任議長時名為黃瑋程）身份代行會長職務，代理至2021年10月7日舉行選舉新任會長張承宇當選為止。

## 事件及爭議

### 2000年代
- 第14屆學生會長選舉爭議

2001年5月舉行第14屆會長選舉，時兩位候選人分別為1號經濟系章田筠、2號法律系高嘉瑜，高嘉瑜以90票之差落敗，章田筠當選為新任會長。
然而，高嘉瑜於選後向臺大學生會學生法庭控告選舉委員會，原告高嘉瑜及其代理人陳奐宇（一年後當選下一任學生會長）指出若干投票所選務人員不足不符規範、選務人員代選舉人簽名、投錯票箱、票數不符、選舉人身分不明等情事，主張足以影響選舉結果，因此訴諸選舉無效。被告選舉委員會及其主委左宜恩則主張駁回原告之訴，承認的確有選務員代為簽名的情事，但並非有作票意圖，主張扣除影印導致無效的選票後僅67票有問題，不足以推翻選舉結果的90票之差。臺大學生法庭下級行政庭受理後，由審判長紀天昌、學生法官薛智仁、高銘志於2001年9月7日宣布裁判：「確認九十學年度國立台灣大學學生會長選舉無效」，判決理由中指出選務員代簽情事無法確保選舉人與實際投票者的同一性，違反普通、平等、直接、無記名原則，並指出由選務員代簽的投票所的選舉人數已經超過90票的得票差距，足以影響選舉結果，因此判決該次選舉無效。
隔天9月8日，高嘉瑜偕同臺北市議員段宜康等人召開記者會，段宜康表示，雖然這次事件只是單純的校園選舉，但許多學生會的重要幹部，甚至是已經畢業，並活躍政治圈的前學生會會長卻動作頻頻，為避免政治力介入校園、事件可能被淡化呈不了了之局，才召開記者會讓全民監督。臺北市議員江蓋世則認為，選務人員代選舉人簽名如9年前「花蓮作票事件」的翻版，身為台灣最高學府的台灣大學，發生這樣的作票舞弊事件，不但讓人深感遺憾，也是對現下選風敗壞的一種警訊。
下級行政庭判決選舉無效後，被告選舉委員會（主委左宜恩）向學生法庭上級行政庭提起上訴。上訴人選委會提出選務員代簽並未具體違法、原判決並未交代為何影響選舉結果等主張。上級行政庭受理後，由審判長許恒達、學生法官劉定綱、郭威廷於2001年11月2日宣布裁判：「確認九十年度國立台灣大學學生會長選舉無效」，其中指出選務員代簽已明確違反選罷法的四項原則，並認為票數差距可經查詢得知，原審判決並無違法，上訴駁回，並為終局判決。由於學生法庭宣告選舉無效，同日學生代表大會宣布依《國立臺灣大學學生會自治規程》由學代會議長徐志明暫行代理學生會長一職。同時，由於選舉無效，因此將舉辦重行投票。最後，2001年11月21日的重行投票中，高嘉瑜勝出，正式當選臺大學生會第14屆會長。

### 2010年代
- 第23屆及73萬事件

2010年8月第23屆學生會會長陳乙棋上任後，其團隊受世新大學之邀與政治大學、國北教大、臺科大等校學生共同舉辦校園演唱會，並將捐款給心路基金會，後因世新大學退出，此即「四校聯合公益演唱會」。時任會長陳乙棋及兼任活動總召的外務副會長汪興寰以追加預算形式在學代會通過90萬的經費，並保證收支平衡。然而，原預估臺大售出3,000張門票，最後僅售出500餘張，收入僅10餘萬。在決定演唱會日期時，臺大學生會預定的兩個日期11月28日、12月5日分別與滾石30周年演唱會和第三屆簡單生活節同一日，時臺大學生會最後決定於2010年12月5日舉辦演唱會。 
在與簡單生活節強碰、售票不如預期後，當天在操場舉行的演唱會亦被校內參加日文檢定的考生抗議噪音過大，又因為場地衝突與同日的活動、運動球隊發生齟齬。活動結束後，學生會虧損73萬，因此被稱為「73萬事件」，外務副會長汪興寰與活動部部長吳大偉為此辭職負責。事後，陶喆自願捐出唱酬給心路基金會，而包含各式贊助和校方補助等林林總總，該屆學生會約補回缺口中的59萬。
除此之外，第23屆上任之初亦與「新生性別季」發生摩擦，又因邀請國民黨人士為學生自治培訓講師而引發爭議，同時，該屆學生會學術部本欲承辦六四天安門事件台北追悼晚會，但該屆學生會立場偏藍，對此感到保留，而使學術部部長凃京威，與副部長提名人、以時務社社長身份承辦晚會的負責人黃俊傑，和時務社總幹事樊俊朗（現為香港親中政黨民主建港協進聯盟黨員）在學代會上公開對罵，可謂風風雨雨。 
「73萬事件」的主角23屆會長陳乙棋及外務副會長（因事件辭職）汪興寰，雙雙在2014年回鍋參與臺大學生自治選舉，前者參選研究生協會會長，後者參選第27屆學生會會長，期間陳乙棋對此事件表示「我要強調這是學代會批准的預算，不是虧空公款。」最後，2014年的研協和學生會長的選舉兩人分別敗給周芷萱和王日暄，雙雙落選。 
- 第29屆學生會長辭職及補選

2016年5月，第29屆新任臺大學生會會長選舉如火如荼，候選人有1號周維理和2號陳泓旭等兩人，選舉期間便發生若干爭議，且原定的投票日5月26日又因電子投票故障而延期，當晚周維理和陳泓旭兩人雙雙宣布退選，但因為選舉已在進行中退選並沒有法律效力。選舉延期後，至6月2日方才舉行投票，當天選舉結果中，1號周維理得到652票，2號陳泓旭得到383票，廢票則有281票。
選舉結束後，6月7日，時任學生會副會長、大學法改革陣線發起人鄭婷尹認為公開承諾退選的候選人不應在當選後違背承諾就任，因此預告發動新任會長罷免案。隔天8日周維理於臉書NTU台大學生交流板回應表示不會辭職，更直指鄭婷尹等時任學生會成員為「舊勢力」。然而，暑假過後的9月11日，第一階段罷免連署在一天之內達標，隨後9月24日第二階段連署達標，不可重複連署的兩個階段各有133、310人參與，許多異議性社團也聲明支持罷免，具名社團有周出身的本土性社團，和友好的社運社團、獨派社團，甚至包括具統派色彩的社團，包括有國民黨青年團背景的「洛克社」、新黨背景的「台大中華復興社」，如同台大異議性或政治性社團的一次「大和解」。兩天後，9月26日召開的第29屆學代會第1會期第一次定期大會上周維理提出的副會長人事案遭到延期，各部、會人事案也僅選舉罷免執行委員和福利部部長通過表決，會議便在清點人數下結束。
隨後，周維理於9月29日宣布辭去會長一職，甫上任的選舉罷免執行委員會旋即於隔天30日展開第29屆學生會長補選作業。此次補選罕見由高達12位候選人參選，依號次分別為高章琛、彭育安、呂姿燕、陳品、邱丞正、吳欣陽、張子龍、李辰諭、林宇廷、吳昊、白淘德，蔚為校園話題。 最終，象徵「新勢力」、原為周維理內閣外務副會長提名人呂姿燕，以些微票數擊敗曾任第25屆內務副會長、26屆學代會議長的「六朝元老」邱丞正當選。
- 中國新歌聲事件

2017年9月24日，中國選秀節目「『中國新歌聲』上海．台北音樂節」在臺大舉辦，引起臺大學生和民間團體抗議，更發生中華統一促進黨成員毆打臺大學生事件，成為濺血衝突。隔天25日臺大學生會召開記者會，指控校方遲遲不正面回應，要求校方要給學生交代。時任會長林彥廷質疑體育室等行政單位未對場地租借流程有明確說明，時任福利部部長何蔚慈更批評臺大校方必須為事件負起最大責任。
- 第32屆校方拒絕提供選舉名冊爭議

2019年12月，適逢臺大學生會選舉罷免執行委員會欲舉辦學生代表選舉，16日臺大學生會卻於臺大正門召開記者會，直指臺大校方拒絕提供學生選舉名冊。時任會長凃峻清表示，大學法保障學生會的權利，名冊僅包含姓名、學院、學號等應屬個人資料之合理使用，也指出4年前以來實施電子投票形式經常在投票期間癱瘓，嚴重者導致選舉無效，因此學生代表大會已經修法明定應採紙本投票。當天臺大社會學系教授范雲、陳東升等人均到場聲援。

### 2020年代
- 陳文成事件廣場完工定案

2011年起，臺大學生會及研究生協會開始紀念陳文成事件，隔年於校務會議提案設立紀念碑。2015年，校務會議通過「陳文成事件紀念廣場」命名案，其後2020年廣場正式動土興建。2021年2月，陳文成事件紀念廣場落成，同年6月學生會於校務會議推動通過廣場中「三一矮牆」上設置「紀念一位堅決抵抗國家暴力的勇者」文字，10月在校務會議通過說明牌文字，歷經10年的陳文成事件廣場討論終於塵埃落定。

## 外部連結
- 國立灣大學學生會網站 （页面存档备份，存于）
- 臺大學生會選委會的Facebook專頁
- 臺大學生會 NTUSA的Facebook專頁